# Hilsen Nilsen
Hilsen Nilsen är ett musikalbum med Lillebjørn Nilsen, utgivet 1985 av skivbolaget Grappa Music Group som LP, kassett och CD.

## Låtlista
1. "Alexander Kiellands plass" – 3:14
2. "Inni mitt hode" – 3:16
3. "Gutten med lutten" – 4:20
4. "Angelika" – 3:07
5. "Langt langt borte" – 3:03
6. "Blå odyssé" – 4:10
7. "Sangen om Danmark" – 4:20
8. "Nattsnakk – 3:28
9. "Ild og vann i IV" – 3:00
10. "Luse-Frants" – 2:05

- Text och musik: Lillebjørn Nilsen

## Medverkande
Musiker
- Lillebjørn Nilsen – sång, gitarr, munspel (på "Sangen om Danmark")
- Freddy Lindquist – gitarr (på "Alexander Kiellands plass", "Gutten med lutten", "Langt langt borte", "Sangen om Danmark" och "Nattsnakk")
- Nils Petter Nyrén – gitarr (på "Alexander Kiellands plass", "Gutten med lutten", "Sangen om Danmark" och "Nattsnakk")
- Jonas Fjeld – gitarr (på "Gutten med lutten", "Angelika" och "Luse-Frants")
- Jon Larsen – gitarr (på "Blå odyssé")
- Øystein Sunde – akustisk gitarr (på "Ild og vann i IV")
- Terje Venaas – kontrabas (på "Alexander Kiellands plass", "Gutten med lutten", "Angelika", "Langt langt borte", "Blå odyssé", "Sangen om Danmark", "Nattsnakk" och "Luse-Frants")
- Lasse Hafreager – piano, orgel (på "Gutten med lutten", "Langt langt borte" och "Sangen om Danmark"), vokal, nyckelknippa (på "Inni mitt hode")
- Thor Andreassen – trummor (på "Alexander Kiellands plass", "Gutten med lutten", "Langt langt borte", "Sangen om Danmark" och "Nattsnakk"), tamburin (på "Langt langt borte", "Sangen om Danmark" och "Nattsnakk"
- Lakis Karnezis – bouzouki (på "Blå odyssé")
- Jens Petter Antonsen – trumpet (på "Gutten med lutten")
- Knut Riisnæs, Morten Halle – saxofon (på "Gutten med lutten")
- Torbjørn Sunde – trombon (på "Gutten med lutten")
- Håkon Iversen – körsång (på "Alexander Kiellands plass" och "Gutten med lutten"), vokal, nyckelknippa (på "Inni mitt hode")
- Kristian Lindeman, Lars Klevstrand – vokal, nyckkelknippa (på "Inni mitt hode")
- Per Øystein Sørensen – körsång (på "Alexander Kiellands plass" och "Gutten med lutten")
- Shari Gerber Nilsen – körsång (på "Langt langt borte" och "Blå odyssé")

Produktion
- Johnny Sareussen – musikproducent, ljudtekniker
- Bjørn Lillehagen, Panos Petronikolos – ljudtekniker
- Rolf Magdal Aagaard – fotograf